# Водоспад Кребтрі
Водоспад Кребтрі (англ. Crabtree Falls) — водоспад у гірській системі Аппалачі штату Джорджія США. Знаходиться в заповіднику Нельсон Каунті.

## Опис
Серія каскадних водоспадів — 5 великих і кілька менших. Найбільша висота падіння води — 120 м. Є одним із найбільших каскадних водоспадів на схід від Міссісіпі.

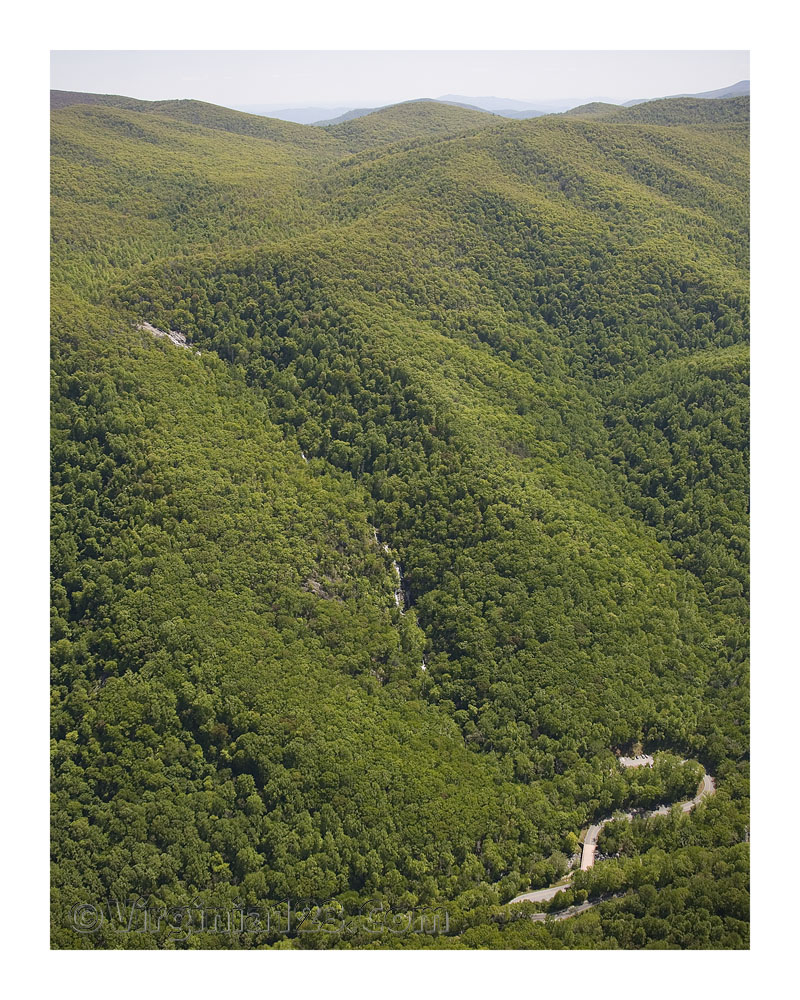
Водоспад із висоти, 12 травня 2009 року

Вважають, що водоспад названий на честь Вільяма Кребтрі, який оселився в цьому районі у 1777 році в нижній частині водоспаду. Він зробив великий внесок у дослідження місцевого Блакитного хребта.